# ウェルズ・リージョナル・トランスポーテーション・センター
ウェルズ・リージョナル・トランスポーテーション・センター（英語：Wells Regional Transportation Center ）はアメリカ合衆国メイン州ウェルズ サンフォード・ロード696にある駅。 全米各地を結ぶ旅客鉄道のアムトラックが乗り入れている。

## 概要
ウェルズ・リージョナル・トランスポーテーション・センターは、メイン・ターン・パイク局によってダウンイースター号の停車駅や路線バスの停留所として設計・建設され、2003年6月にオープンした。駅(センター)は森林に囲まれ、背の高い木がプラットホーム上の緑の上屋として役立っている。駅(センター)はインターステート95への出口から直接町に通じる主要道路沿いに位置している。メイン・ターン・パイク局がメイン州の40万ドルの予算と合わせ、連邦政府の助成金100万ドルを獲得した後、もともとレストラン、店舗を備えた複合施設として計画されたあまり野心的ではない建物が建設された。ウェルズ商工会議所は待合室、ATM、自動販売機、公衆電話、案内所を持つセンターを後援している。
ポートランドと北部ニューイングランドへの旅客サービスの再開は1989年に設立された「トレインライダーズ・ノースイースト」の草の根運動として始まった。この非営利ボランティア団体は、その旅客サービスは何ができるかの強力なビジョンを持っていたウェイン・デイビス氏によって創設された。 1989年7月14日には、メイン州議会はメイン州内外で定期的な旅客鉄道運行を確立するために必要なすべてのアクションを取るためにメイン州運輸省(MaineDOT)が監督する旅客鉄道サービス法を制定した。同法はさらに、ポートランドとボストン間の旅客鉄道運行を再開させるための業務を遂行するための資金の支出は最初に費消されるであろうことを指示した。1995年メイン州議会はボストンやメイン州各地間の旅客鉄道運行を開発・提供するために、「北部ニューイングランド旅客鉄道公社（NNEPRA）」を設立させた。

## 利用可能な鉄道路線／列車
アムトラックの停車する列車は下記の通り。
ブランズウィック / ポートランドとボストン間の昼行短距離列車ダウンイースター号 …1日5往復

## バス
当駅から乗車できるバスは以下の通り。
路線バス： ヨーク郡コミュニティアクション社 (York County Community Action Corporation)